# Infimum

Verzameling met negen elementen, de cirkels
deelverzameling

In de ordetheorie, een deelgebied van de wiskunde, is het infimum of grootste ondergrens, meervoud infima, van een deelverzameling van enige verzameling met een partiële ordening het grootste element dat kleiner is dan of gelijk is aan alle elementen in deze deelverzameling. Het infimum hoeft zelf geen element van de deelverzameling te zijn, maar is dus wel de grootste ondergrens van de betreffende deelverzameling. Infima van reële getallen zijn een veelvoorkomend speciaal geval die vooral belangrijk zijn in de analyse. 
Het infimum en het minimum van een eindige verzameling zijn aan elkaar gelijk. Het infimum heeft als duale begrip het supremum.

## Definitie
Het infimum of de grootste ondergrens kan worden gedefinieerd door nevenstaande definitie:
{\displaystyle b} is het infimum van de rij {\displaystyle u_{n}\quad \Longleftrightarrow \quad \forall \epsilon \in \mathbb {R} _{0}^{+}:\exists n_{0}\in \mathbb {N} _{0}:b\leqslant u_{n_{0}}<b+\epsilon }
De waarde van {\displaystyle n_{0}} moet dus met andere woorden zodanig worden gekozen dat {\displaystyle u_{n_{0}}} heel dicht tegen het infimum licht, maar er nooit onder.

## Reële getallen
In de analyse wordt het infimum of de grootste ondergrens van een deelverzameling {\displaystyle S} van de reële getallen aangeduid door {\displaystyle \inf(S)} en wordt dit infimum gedefinieerd als het grootste reële getal dat kleiner is dan of gelijk is aan elk getal in {\displaystyle S}. Als er niet zo'n getal bestaat, omdat {\displaystyle S} niet van onderen is begrensd, dan definieert men {\displaystyle \inf(S)=-\infty }. Als {\displaystyle S} de lege verzameling is, definieert men {\displaystyle \inf(S)=+\infty }. 
Iedere willekeurige gekozen verzameling van reële getallen heeft een infimum. 
Voorbeelden: 
{\displaystyle \inf\{1,2,3\}=1}
{\displaystyle \inf\{x\in \mathbb {R} :0<x<1\}=0}
{\displaystyle \inf\{x\in \mathbb {Q} :x^{3}>2\}={\sqrt[{3}]{2}}}
{\displaystyle \inf\{(-1)^{n}+1/n:n=1,2,3,\dots \}=-1}
Als een verzameling een kleinste element heeft, zoals in het eerste voorbeeld, dan is het kleinste element het infimum voor de verzameling. Als het infimum deel uitmaakt van de verzameling, dan is het het minimum van die verzameling. Zoals de laatste drie voorbeelden laten zien, hoeft het infimum van een verzameling zelf niet tot de verzameling te behoren. 